# Коце Ковилов
Коце Ковилов или Кавалов е български революционер, прилепски деец на Вътрешната македоно-одринска революционна организация.

## Биография
Роден е през 1878 година в Прилеп, тогава в Османската империя. Влиза във ВМОРО. В 1901 година властите го задържат и осъждат на три години. По време на Хуриета е градски войвода в Прилеп.
След разгрома на Югославия през април 1941 година участва в учредяването на Български акционен комитет в Прилеп.